# Al-Kurum
Al-Kurum (arab. الكروم) – wieś w Syrii, w muhafazie Aleppo. W 2004 roku liczyła 252 mieszkańców.